# TELEPARTY
"TELEPARTY"는 한국 보이 밴드 세븐틴의 유닛인 부석순의 두 번째 싱글 음반이다. 2025년 1월 8일에 플레디스 엔터테인먼트에서 리드 싱글인 청바지와 함께 발매되었다.

## 배경
2024년 11월, 부석순이 새로운 음악을 준비하고 있다는 보도가 나왔으며, 이후 12월 27일 뮤직비디오 트레일러를 공개하며 컴백 사실을 알렸다. 데뷔 싱글 음반인 Second Wind (2023) 이후 두번째 음반이다. 제목은 '텔레파시'와  '파티'의 합성어로, "세상 모든 이들과 텔레파시로 연결된 파티"라는 의미에서 앨범 제목으로 선택되었다.
플레디스 엔터테인먼트는 12월 29일 제주항공 2216편 활주로 이탈 사고를 추모하며 홍보 활동을 일시 중단한다고 밝혔다. 2025년 1월 5일 대한민국에서 국가 애도 기간이 끝난 후 홍보가 재개되었다.
전체 곡 목록은 1월 6일에 공개되었으며, 노래는 모두 세븐틴의 멤버 우지와 가수 범주와 함께 부석순의 세 멤버 모두가 작곡에 참여했다. 다음날 리드 싱글 뮤직 비디오 티저가 공개되었는데, 멤버들이 교실에서 학생들에게 데님 청바지를 나눠주는 모습이 담겨 있었으며 가수 겸 배우 엄정화와 배우 문상훈이 카메오로 출연했다. 음반과 리드 싱글인 "청바지"는 함께 1월 8일에 발매되었다.
부석순은 장도연에서 2024년 대한민국 비상계엄으로 인해 공개가 늦어졌다고 밝혔으며, 선거가 등장하는 뮤직비디오는 2024년 전반기에 기획되었으며 실제와 어떤 관련도 없다는 부연 설명이 영상 시작 전에 삽입되었다.

## 음악
싱글 앨범에는 3곡이 들어있다. 첫 싱글인 "청바지"는 스윙 재즈와 컨트리 기반 사운드를 담고 있으며, 뉴잭스윙 장르 곡 "Happy Alone"과  200년대 알앤비의 영향을 받은 '사랑 노래'까지 총 3곡이 수록됐다.

## 곡 목록
전체 작사: 우지, 범주, 호시, DK, 승관.
| #            | 제목            | 작곡                     | Arrangement        | 재생 시간 |
| ------------ | --------------- | ------------------------ | ------------------ | --------- |
| 1.           | 〈청바지〉      | 우지 범주                | 범주 BuildingOwner | 2:33      |
| 2.           | 〈Happy Alone〉 | 우지 범주 Tobias Näslund |                    | 3:47      |
| 3.           | 〈사랑 노래〉   | 우지 범주                | 범주 BuildingOwner | 2:55      |
| 총 재생 시간 | 총 재생 시간    | 총 재생 시간             | 총 재생 시간       | 9:15      |